# Zerene
Zerene es un género de mariposas de la familia Pieridae.

## Diversidad
Existen dos especies reconocidas en el género. Una de ellas está distribuida ampliamente entre las regiones neotropical y neártica.
Son residentes de California, Texas y Florida, con migraciones regulares en los dos tercios de Estados Unidos. En algunas ocasiones llegan hasta Canadá central y los grandes lagos.

## Plantas hospederas
Las especies del género Zerene se alimentan de plantas de la familia Fabaceae. Las plantas hospederas reportadas incluyen los géneros Amorpha, Dalea, Glycine, Medicago, Trifolium.